# Bomarzo (Ginastera)
Bomarzo es una ópera en dos actos de Alberto Ginastera con base en la novela homónima de Manuel Mujica Lainez, también autor del libreto. Ambas obras están basadas en la vida de Pier Francesco Orsini.

## Acción
Pier Francesco Orsini, duque de Bomarzo, jorobado, bebe lo que el astrólogo Silvio de Narni dice que es una poción mágica que le otorgará la inmortalidad. Sin embargo, esta resulta estar envenenada. Cuando el veneno comienza a actuar, Bomarzo comienza a recordar episodios de su vida, en una serie de escenas retrospectivas (flashbacks).
Su padre arroja al joven Pier Francesco a una habitación donde un gran esqueleto danza y lo hechiza. Luego, su padre cae en batalla. En Florencia, el joven y virginal Pier Francesco va a ver a la cortesana Pantasilea. Sin embargo, él se ve reflejado a sí mismo en su salón de espejos, lo cual lo perturba.
El hermano de Pier Francesco, Girolamo, cae en una barranca y muere, y Pier Francesco se convierte en Duque de Bomarzo. Conoce a Julia Farnese, la cual prefiere a su hermano Maerbale, hecho que lo irrita. En el baile del festival el duque experimenta varios sueños. Al cortejar a Julia, le derrama un vaso de vino tinto en el vestido, y lo interpreta como un presagio de muerte.
Bomarzo y Julia se casan, mas Bomarzo se torna impotente. Según pasan los años, el duque crea gigantescas esculturas de piedra en su estado, símbolo de sus sentimientos torturados. Comienza a pensar que Julia lo está traicionando con Maerbale. Por lo tanto, manda a su esclavo Abul que mate a su hermano.
El astrólogo Silvio mezcla la poción mágica de la inmortalidad, mientras Nicolás, sobrino de Bomarzo, observa. Luego, este último envenena al preparado. Tras beberlo, el duque muere.

## Datos históricos
Se estrenó en Washington el 19 de mayo de 1967. El estreno previsto en el Teatro Colón de Buenos Aires fue suspendido por el gobierno de facto de Juan Carlos Onganía y prohibida por decreto debido a que "el argumento de la pieza y su puesta en escena revelan hallarse reñidos con elementales principios morales en materia de pudor sexual".
Se estrenó en el Lincoln Center de Nueva York, Los Ángeles, Kiel, Zúrich y Londres hasta el demorado estreno argentino en 1972.
Se repuso en el Colón en 1984 y en el 2003.
En la reposición de 1984 participaron, entre otros, Salvador Novoa, Enrique Baquerizo, Eliseo Rodríguez, Víctor de Narké, Silvana Guatelli, Juan Pablo Messina, Gustavo Montanini y Jorge Henares.
En el 2007 se filmó en Italia en los escenarios originales una versión libre experimental de descarga gratuita, Bomarzo 2007.

## Literatura complementaria
- KNUSSEN, Oliver: First Performances: Ginastera's 'Bomarzo'. Tempo (New Ser.), 119, 48-49 (1976).
- SUÁREZ URTUBEY, Pola: Ginastera's Bomarzo. Tempo (New Ser.), 84(14), 14-21 (1968).
- FOREMAN, Lewis: Ginastera: A Discography. Tempo (New Ser.), 118(18), 17-22 (1976).

## Grabaciones
- CBS 32 310006: Salvador Novoa, Isabel Penagos, Joanna Simon, Claramae Turner; Coro y orquesta de la Sociedad Operística de Washington; dirección de Julius Rudel.